# Juri Fjodorowitsch Sissikin
Juri Fjodorowitsch Sissikin (russisch Юрий Фёдорович Сисикин, * 15. Mai 1937 in Saratow) ist ein ehemaliger sowjetischer Fechter. Sissikin war neben Mark Midler und German Sweschnikow der einzige sowjetische Florettfechter, der an allen acht Mannschafts-Goldmedaillen bei Olympischen Spielen und Weltmeisterschaften von 1959 bis 1966 beteiligt war. 
Sissikin gehörte dem Saratower Universitätssportklub Burevestnik an. Seine erste internationale Medaille gewann Sissikin bei den Fechtweltmeisterschaften 1958, als er mit der sowjetischen Equipe die Silbermedaille gewann. Ein Jahr später begann bei den Fechtweltmeisterschaften 1959 die Siegesserie der sowjetischen Mannschaft, die bis zu den Fechtweltmeisterschaften 1966 anhielt und auch olympische Goldmedaillen 1960 in Rom und 1964 in Tokio einschloss. Seinen größten Erfolg in der Einzelwertung erreichte Sissikin 1960 in Rom, als nur sein Mannschaftskamerad Wiktor Schdanowitsch mehr Siege in der Finalrunde erfocht und Sissikin die Silbermedaille erhielt. Seine zweite olympische Silbermedaille erhielt Sissikin 1968 in Mexiko-Stadt mit der Mannschaft.